# Perforirani bubnjić
Perforirani bubnjić (lat. ruptura membranae tympani) je naziv za rupturu ili rupu u bubnjiću do koje može doći kao posljedica ozljede ili upale.  Perforirani bubnjić uzrokuje provedbeni gubitak sluha. Perforacija obično spontano cijeli kroz dva tjedna do dva mjeseca. Neke perforacije zahtijevaju liječenje. Sluh se obično potpuno oporavlja.